# Torneo de Los Cabos 2024
El Mifel Tennis Open 2024 fue un torneo de tenis perteneciente al ATP Tour 2024 en la categoría ATP Tour 250. El torneo tuvo lugar en la ciudad de Los Cabos (México), desde el 19 hasta el 24 de febrero de 2024 sobre pistas rápidas.

## Distribución de puntos
| Modalidad            | Campeón | Finalista | Semifinales | Cuartos de final | 2ª ronda | 1ª ronda | Clasificados | 2ª ronda de clasificación | 1ª ronda de clasificación |
| Individual masculino | 250     | 165       | 100         | 50               | 25       | 0        | 13           | 7                         | 0                         |
| Dobles masculino     | 250     | 150       | 90          | 45               | 20       | 0        | -            | -                         | -                         |

## Cabezas de serie

### Individuales masculino
| Tenista            | Ranking | Preclasificados |
| Alexander Zverev   | 6       | 1               |
| Stefanos Tsitsipas | 10      | 2               |
| Álex de Miñaur     | 11      | 3               |
| Casper Ruud        | 12      | 4               |
| Román Safiulin     | 39      | 5               |
| Miomir Kecmanović  | 40      | 6               |
| Max Purcell        | 41      | 7               |
| Jordan Thompson    | 42      | 8               |

- Ranking del 12 de febrero de 2024.[2]

### Dobles masculino
| Tenista                        | Ranking | Preclasificados |
| Santiago González Neal Skupski | 17      | 1               |
| Hugo Nys Jan Zieliński         | 51      | 2               |
| Harri Heliövaara John Peers    | 74      | 3               |
| Max Purcell Jordan Thompson    | 97      | 4               |

## Campeones

### Individual masculino
Jordan Thompson venció a  Casper Ruud por 6-3, 7-6(7-4)

### Dobles masculino
Max Purcell /  Jordan Thompson vencieron a  Gonzalo Escobar /  Aleksandr Nedovyesov por 7-5, 7-6(7-2)